# Solenopsis leptanilloides
Solenopsis leptanilloides é uma espécie de formiga do gênero Solenopsis, pertencente à subfamília Myrmicinae.